# Siegfried Baumegger
Siegfried Baumegger (* 11. November 1972 in Graz) ist ein österreichischer Schachspieler und -trainer.

## Leben
Baumegger hat als A-Trainer den Status staatlich geprüfter Schachtrainer. Er studierte Zoologie in Graz.

## Erfolge
Siegfried Baumegger wurde dreimal österreichischer Staatsmeister: 2001 in Mureck vor Nikolaus Stanec, 2007 in Tweng vor Markus Ragger und 2023 in Wien vor Florian Schwabeneder. Die Staatsmeisterschaft im Schnellschach gewann er 2006 in Sankt Georgen am Längsee. Die Steirische Landesmeisterschaft gewann er 1997 im Palais Attems sowie 2001, ebenfalls in Graz. Die Offene Wiener Schnellschachlandesmeisterschaft gewann er als Gastspieler 1999. Die Niederösterreichische Landesmeisterschaft gewann er 2004 und 2005 in Gloggnitz. Im Februar 1997 gewann er ein Großmeister-Turnier des Schachvereines Honvéd Budapest. Im Juni 2000 gewann er das 3. Vösendorfer Schachopen im Schloss Vösendorf.
Für die österreichische Nationalmannschaft nahm er an den Mitropa-Cups 1997, 1998, 2008 und 2010 teil sowie an der Mannschaftseuropameisterschaft 2001 und den Schacholympiaden 1998, 2002 und 2008.
Sein erster Schachverein war der Verein im steirischen Pernegg an der Mur, in der österreichischen Staatsliga spielte er zuerst von 1993 bis 1995 für Straßenbahn Graz, anschließend von 1995 bis 2006 für den SC Admira Fürstenfeld, mit dem er an den European Club Cups 1998 und 2004 teilnahm. Von 2006 bis 2011 spielte er für den SK Advisory Invest Baden, mit dem er in der Saison 2007/08 die österreichische Mannschaftsmeisterschaft gewann, seitdem spielt er für den Wiener Verein Tschaturanga. Beim SK Purbach-Donnerskirchen ist er Gastspieler. Ab der Saison 2016/17 verstärkt er die Mannschaft des Schachklubs Leoben in der II. Bundesliga Mitte. Betriebssport spielt er in Österreich für den 1. WBSC Gesundheitstreff. In der deutschen Schachbundesliga und der 2. Bundesliga West spielte er von 1997 bis 2000 für den SV Plettenberg, in Ungarn spielte er in der Saison 2015/16 für Budapesti Titánok Sportegyesület und in der Saison 2019/20 für den MTK Budapest.
Seit September 1997 trägt er den Titel Internationaler Meister. Er liegt auf dem fünften Platz der österreichischen Elo-Rangliste, die er im Juli 1997 und Januar 1998 angeführt hatte. Seine Elo-Zahl war großen Schwankungen unterworfen, so lag er im Januar 1997 noch auf dem 27. Platz der österreichischen Rangliste, ehe er im Juli 1997 125 Elo-Punkte gewann, und fiel im Juli 1998 mit einem Verlust von 135 Punkten zurück auf den 27. Platz der nationalen Rangliste.